# Propenilo

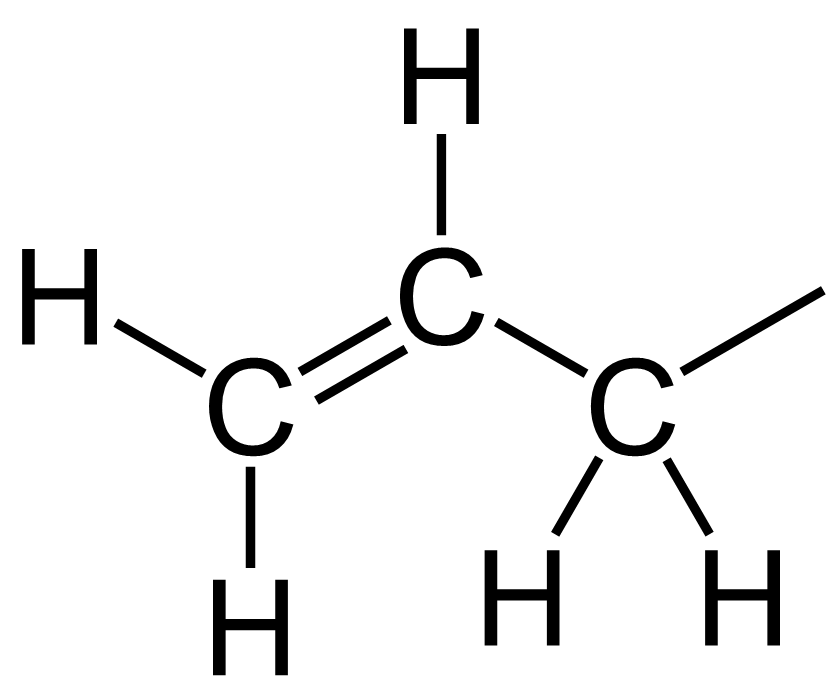
Radical alil.

Propenilo, propenila ou propenil  é um radical orgânico monovalente, formula -C3H5 derivado do propeno (CH2=CH-CH3), através da perda de um átomo de hidrogênio.
O grupo apresenta três isômeros, dependendo da posição da valência livre ( elétron livre ):
- 1-propenil ou somente propenil: Quando a valência livre está localizada no carbono insaturado terminal:

*CH=CH-CH3
- 2-propenil ou  isopropenil(a): Quando a valência livre está localizada no carbono insaturado central:

CH2=C*-CH3
- 3-propenil ou  alil: Quando a valência livre está localizada no carbono saturado:

CH2=CH-CH2*